# كازا باتيو
كازا باتيو هو مبنى يقع في وسط برشلونة من تصميم المعماري أنطوني غاودي ويعتبرها الكثيرين واحد من أفضل أعماله، في 2005 أدرج المبنى ضمن مواقع التراث العالميالاسم المحلي للمبنى هو كاسا ديلس أوسوس (بيت العظام)، نظرًا لتصميمه العضوي الذي يشبه الهياكل العظمية. يقع المبنى في باسيج دي غراسيا بمنطقة إيكسامبل في برشلونة، ويشكّل جزءًا من صف من المنازل الذي يُعرف باسم إيلا دي لا ديسكورديا بمعنى كتلة الخلاف، والتي تضم أربعة مبانٍ صمّمها أشهر معماريي الطراز الحداثي موديرنسمي في برشلونة.
مع كل ما صممه غاودي، فإن كازا باتيو يمكن تصنيفه كطراز حداثي بالمعنى الواسع، يتميز الطابق الأرضي بتصميم فريد حيث يتضمن نوافذ بيضاوية غير منتظمة، وأعمال حجرية منحوتة بشكل انسيابي، ويكاد المبنى يخلو من الخطوط المستقيمة، وواجهة المبنى مزيّنة بفسيفساء ملوّنة مصنوعة من بلاط السيراميك المكسور ترينكاديس، السقف مقوّس ويشبه ظهر تنين أو ديناصور، وتشير نظرية شائعة إلى أن الجزء المستدير إلى يسار المركز، الذي ينتهي في الأعلى ببرج وصليب، يُمثّل رمح القديس جورج شفيع كاتالونيا ومسقط رأس غاودي، الذي غُرز في ظهر التنين.

## التاريخ

### البناء الأولي (1877)
تم بناء المبنى الذي أصبح الآن كازا باتيو في عام 1877، بتكليف من لويس سالا سانشيز، لقد كان مبنى كلاسيكيًا بدون خصائص ملحوظة ضمن الانتقائية التقليدية بحلول نهاية القرن التاسع عشر، وكان المبنى عبارة عن قبو وطابق أرضي وأربعة طوابق أخرى وحديقة في الخلف.

### عائلة باتلو
تم شراء المنزل من قبل Josep Batlló في عام 1903، وجعل تصميم المنزل غير مرغوب فيه للمشترين ولكن عائلة Batlló قررت شراء المكان بسبب موقعه المركزي، وهي تقع في وسط Passeig de Gràcia، والتي كانت تُعرف في أوائل القرن العشرين بأنها منطقة مرموقة وعصرية للغاية، حيث كانت منطقة يمكن للعائلة المرموقة أن تلفت الانتباه إليها.
في عام 1906، كان جوزيب باتلو لا يزال يمتلك المنزل، وكانت عائلة باتلو معروفة جدًا في برشلونة لمساهمتها في صناعة النسيج في المدينة، وكان جوزيب باتلو إي كازانوفاس صانع نسيج يمتلك عددًا قليلاً من المصانع في المدينة، وتزوج باتلو من أماليا جودو بيلونزاران،من العائلة التي أسست صحيفة لا فانجارديا، أراد جوزيب مهندسًا معماريًا يصمم منزلًا لا مثيل له ويبرز باعتباره جريئًا ومبدعًا، وكان كل من جوزيب وزوجته منفتحين على أي شيء وقرروا عدم تقييد غاودي، لم يكن جوزيب يريد أن يشبه منزله أيًا من منازل بقية أفراد عائلة باتيو، مثل كازا بيا، الذي بناه جوزيب فيلاسيكا، واختار المهندس المعماري الذي صمم منتزه غويل لأنه أراد منه أن يأتي بخطة محفوفة بالمخاطر، عاشت العائلة في الطابق الرئيسي من Casa Batlló حتى منتصف الخمسينيات.

### التجديد (1904-1906)
في عام 1904، قام جوزيب باتيو بتوظيف غاودي لتصميم منزله، في البداية كانت خططه هدم المبنى وبناء منزل جديد تمامًا، ولكن غاودي أقنع جوزيب بأن الترميم سيكون كافيًا، وتمكن أيضًا من تقديم طلب الترخيص في نفس العام، وتم الانتهاء من بناء وتجديد المبنى في عام 1906، غيّر غاودي بشكل كامل الشقة الرئيسية التي أصبحت مسكنًا لعائلة باتيو، وقام بتوسيع البئر المركزي من أجل توفير الضوء لكامل المبنى وأضاف أيضًا طوابق جديدة، وفي نفس العام، اختار مجلس مدينة برشلونة المنزل كمرشح لجائزة أفضل بناء في ذلك العام، ولكن رغم تصميم غاودي، تم منح الجائزة لمعماري آخر في ذلك العام.

### التجديدات
توفي جوزيب باتيو في عام 1934، وظلت زوجته تحافظ على المنزل حتى وفاتها في عام 1940، بعد وفاة الوالدين، تم الحفاظ على المنزل وإدارته من قبل الأبناء حتى عام 1954، وفي عام 1954، اشترت شركة التأمين سيغوروس إبيريا منزل باتيو وأقامت مكاتبها هناك، في عام 1970، حدثت أول عملية تجديد، وكان ذلك بشكل أساسي في عدة غرف داخلية من المنزل، وفي عام 1983، تم تجديد الشرفات الخارجية وإعادتها إلى لونها الأصلي، وفي العام التالي تم إضاءة الواجهة الخارجية في احتفال لا ميرسي.

### الاستخدامات المتعددة
في عام 1993، اشترى المالكون الحاليون لمنزل باتيو المنزل واستمروا في إجراء التجديدات في جميع أنحاء المبنى، وبعد عامين، في 1995، بدأ منزل باتيو في تأجير مرافقه لفعاليات مختلفة، وتم تأجير أكثر من 2500 متر مربع من الغرف داخل المبنى للعديد من الوظائف المتنوعة، وبفضل موقع المبنى وجمال المرافق المؤجرة، أصبحت غرف منزل باتيو مطلوبة للغاية، واستضافت العديد من الفعاليات الهامة للمدينة.

## التصميم

### الطابق العلوي
يعتبر الدور العلوي من أكثر الأماكن غرابة. كانت في السابق منطقة خدمة لمستأجري الشقق المختلفة في المبنى والتي تحتوي على غرف غسيل ومناطق تخزين، يتميز ببساطته في الأشكال وتأثره بالبحر الأبيض المتوسط من خلال استخدام اللون الأبيض على الجدران، يحتوي على سلسلة من ستين قوساً سلسالاً تشكل فراغاً يمثل القفص الصدري للحيوان، يعتقد البعض أن تصميم القفص الصدري للأقواس هو عبارة عن قفص صدري للعمود الفقري للتنين الذي يتمثل في السقف.

### الأتريوم (بئر الضوء)
يقع في الجزء المركزي من المنزل ويعمل على توفير الهواء والإضاءة لجميع أرجاء المنزل، كونه كان لدى غاودي هوسٌ بالضوء وكيفية انعكاسه على الأسطح المختلفة، جدار الأتريوم مزخرف بدرجات مختلفة من اللون الأزرق، بالإضافة إلى نمط نسيجي ماسي يغطي الجدران بالكامل، يسمح البلاط الأزرق بتوزيع متساوٍ للضوء على جميع الطوابق، كما يحتوي البئر على نوافذ مزودة بشقوق خشبية تسمح بفتحها وإغلاقها من أجل التهوية. أراد غاودي أن يجعل قاع البئر يبدو وكأنه قاع البحر، وتسمح الكوة للضوء بالدخول وانعكاس بلاط السيراميك على النوافذ لإضاءة المنزل بشكل طبيعي، ويتم تلوين البلاط الأزرق بشكل أكثر كثافة في الأعلى ويصبح أكثر غموضًا في الأسفل، وتتوافق المنسوجات الماسية مع بقية استخدامات المنزل ذات الأشكال الوظيفية المختلفة.

### الطابق النبيل والمتحف
الطابق النبيل أكبر من 700 متر مربع، وهو الطابق الرئيسي في المبنى، يتم الوصول إليه عبر ردهة مدخل خاصة، تتميز باستخدام نوافذ سقفية تشبه دروع السلاحف وجدران مقببة ذات أشكال منحنية، ويوجد في الطابق ردهة واسعة مع إطلالات مباشرة على بلاط الأزرق لبئر المبنى، على جانب باسيج دي غراسيا، يوجد مكتب باتيو، وغرفة طعام، وزاوية معزولة للأزواج المتحابين، مزينة بمدفأة على شكل فطر، وتنتشر الزخارف المعقدة والشبيهة بالحيوانات في جميع أنحاء الطابق.

### السطح
سطح التراس هو واحد من أكثر ميزات المنزل شهرة، بفضل تصميمه المعروف باسم ظهر التنين، حيث جسّد غاودي العمود الفقري لحيوان من خلال استخدام بلاط بألوان مختلفة على جانب واحد، والسطح مزين بأربع مداخن مصممة لمنع التيارات الهوائية العكسية.

### الواجهة الخارجية
الواجهة تحتوي على ثلاثة أقسام متميزة متكاملة بشكل متناغم، الطابق الأرضي السفلي مع الطابق الرئيسي ومعرضين في الطابق الأول محاطة بهيكل مصنوع من حجر مونتجويك الرملي بخطوط متموجة، الجزء المركزي الذي يمتد حتى الطابق الأخير، عبارة عن قسم متعدد الألوان يحتوي على شرفات بارزة. أما قمة المبنى فهي على شكل تاج يشبه الجملون الكبير، ويقع على نفس مستوى السطح، مما يساعد على إخفاء الغرفة التي كانت تحتوي سابقًا على خزانات مياه، والتي أصبحت الآن فارغة، والقمة مزينة بزخارف من قطع خزفية جذبت العديد من التفسيرات المختلفة.
الملف المقوس لسطح المبنى يستدعي إلى الأذهان العمود الفقري لتنين، مع بلاط خزفي يشبه الحراشف، بينما تحاكي نافذة صغيرة مثلثة الشكل على يمين الهيكل العين. وفقًا للأسطورة، كان بالإمكان رؤية كنيسة ساغرادا فاميليا من خلال هذه النافذة، التي كانت قيد الإنشاء في نفس الوقت اعتبارًا من عام 2022، ويمكن رؤية جزء من كنيسة ساغرادا فاميليا من هذه النقطة، حيث تظهر أبراجها فوق المباني الحديثة. تم إعطاء البلاط بريقًا معدنيًا لمحاكاة الحراشف المتغيرة للتنين، حيث تتدرج الألوان من الأخضر على الجانب الأيمن، ويبدأ الرأس، إلى الأزرق العميق والبنفسجي في الوسط، وصولاً إلى الأحمر والوردي على الجانب الأيسر من المبنى.

### الطابق الرئيسي
تتكون واجهة الطابق الرئيسي بالكامل من الحجر الرملي، وتدعمها عمودان.، يكتمل التصميم بنوافذ نجارية مزودة بزجاج معشق متعدد الألوان. أمام النوافذ الكبيرة، وكأنها أعمدة تدعم الهيكل الحجري المعقد، هناك ستة أعمدة رفيعة تبدو وكأنها تحاكي عظام أحد الأطراف، مع مفصل مركزي ظاهر، لكن في الواقع، هذا مجرد زخرفة نباتية. تخلق الأشكال المستديرة للفتحات والحواف المنحوتة الشبيهة بالشفاه حولها انطباعًا بفم مفتوح تمامًا، مما جعل كازا باتيو تُلقب ببيت التثاؤب، يتكرر هذا النمط في الطابق الأول وفي تصميم نافذتين على الأطراف تشكلان شرفات، بينما في النافذة المركزية الكبيرة، هناك شرفتان كما هو موصوف أعلاه.